# Thylacoleo

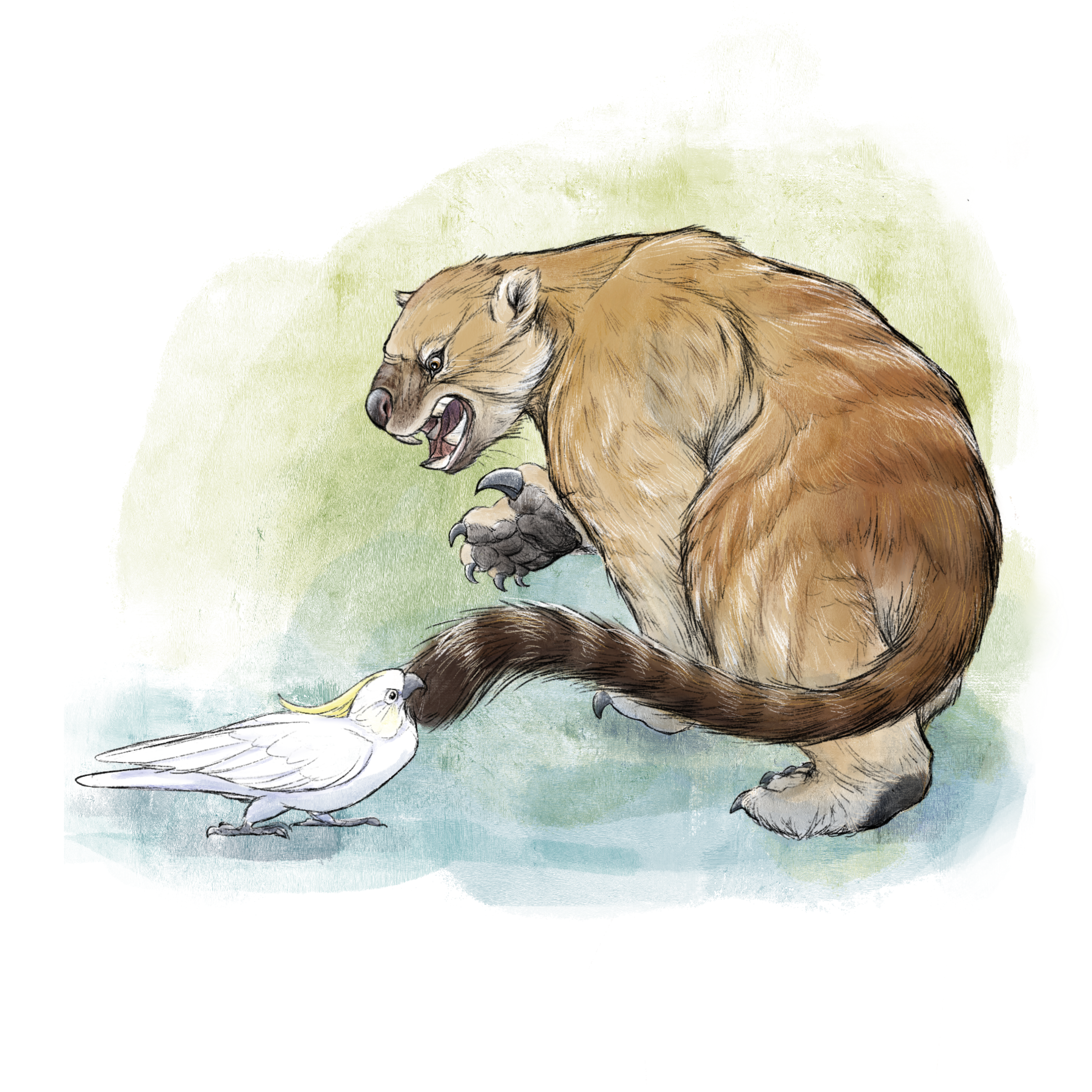
Художня реконструкція сумчастого лева

Сумчастий лев (Thylacoleo) — викопний рід хижих сумчастих, що мешкав в Австралії з пізнього пліоцену до пізнього плейстоцену (приблизно до 40 000 років тому)
Вони були найбільшими й останніми представниками родини Thylacoleonidae (Сумчастолевові), що займали позицію найвищих хижаків в австралійських екосистемах. Найбільший з них, Thylacoleo carnifex, наближався за вагою до левиці. Середня вага цього виду коливається від 101 до 130 кг. Також найбільше викопних знахідок представників роду належать саме цьому виду.

## Історія відкриття
Вперше рід був опублікований у 1859 році для опису типового виду Thylacoleo carnifex. Новий таксон був створений при дослідженні викопних зразків, наданих британському палеонтологу серу Річарду Оуену. Від цього опису походить назва родини — Thylacoleonidae, так звані сумчасті леви.